# طراحی با مدل درختی
[[پرونده:|بندانگشتی|300px|Fab Tree Hab, a "Local Biota Living Graft Structure"]]

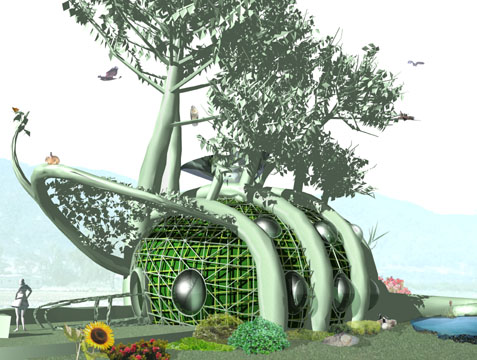
نوعی از طراحی مدل درختی

طراحی با مدل درختی مدلی فرضی-محیطی برای طراحی مسکونی است که درموسسه MIT (مؤسسه فناوری ماساچوست) توسط میشل جواکیم (Mitchell Joachim)، خاویر آربونا، و لارا گردن توسعه یافته‌است.
این مدل به گونه‌ای طراحی شده‌است که در آن گیاهان (درخت) روی مدل کامپیوتری سی ان سی (وارسی شماری) که در آن از چوب بست تخته لایی متحرک (تخته سه‌لایی داربست) استفاده شده‌است رشد می‌کنند. زمانی که گیاه (درخت) به صورت پیوسته و ثابت درآمد، چوب بست را کنار می‌زنند و از آن استفاده مجدد می‌کنند. در مدل ام آی تی آزمایش‌ها با گیاهان چوبی ای (woody plants) که به سرعت رشد می‌کنند و ریشه در هم تنیده‌ای دارند امتحان می‌شود که به اندازه کافی نرم و منعطف بوده تا روی چوب بست سوار شود. اما بعد از آن روی یک ساختار مقاوم تر محکم می‌شود. دیواره درونی به صورت ردیفی از جنس رس (رس) و گچ (گچ) می‌باشد.
روش اصولی pleaching که در علم اصول‌شناسی جدید می‌باشد در این طراحی پیاده شده‌است. pleaching روشی است که در آن شاخه‌های درخت را می‌بافند تا دیوارها، شبکه‌ها (lattice) و archways را شکل دهند. تنه‌های inosculate یا درختانی که خود به خود قلمه می‌زنند مانند نارون(نارون)، بلوط (Live Oak) و سیاه‌توسه که ساختارشان تحمل فشار را دارند یک چارچوب ردیفی پیوسته را برای دیوار و سقف شکل می‌دهند. بخش بافته شده دیواره خارجی یک لایه محافظتی متراکم از درخت انگور است که با بسته‌های خاک و گیاهان جدا شده‌است. استفاده از چوب بست طراحی شده توسط کامپیوتر به‌طور قابل ملاحظه‌ای کنترل، عمق و دقت این روش را افزایش می‌دهد.
مدل Fab Tree Hab طرحی است که می‌تواند به مرور زمان توسعه یابد. هزینه‌های اضافی اجرا که بر اساس عمر خانه بسته می‌شود شامل مدیریت بلایا با آفت کش‌های ارگانیک و به دست آوردن سیستم آبرسانی ماشینی (living machine) می‌باشد. استدلال و ابداع فنی هنوز هم برای ترکیب کننده‌های به خصوص لازم است، خصوصاً پنجره‌های ساخته شده از خمیرهای ارگانیک که رشد ساختار و عاملیت جریان را در بخش دیواره به منظور ایمن کردن آن در برابر رطوبت و حشرات به عهده دارد.
مجموعاً زمان رسیدن به پایداری مهم تر از درک قراردادی است که در نهایت باید منجر به سلامت و طول عمر خانه و خانواده شود. علاوه بر تمام این مباحث، ساختن چنین خانه‌ای می‌تواند با قیمتی بسیار پایین تمام شود که تنها نیازمند این است که ساختار آن کامل شود. دیدن اینگونه خانه‌ها می‌تواند با آزمایش و تجربه شروع شود و بعدها این رؤیا محقق شود که مفهوم بازسازی را به شکل یک طرح معماری جدید پیاده می‌کند که در واقع وابستگی میان طبیعت و مردم را نشان می‌دهد.

## درختان مورد استفاده
بیشتر از درختان نارون و بلوط استفاده می‌شود.

## مطالعه بیشتر
- James Nestor, "Branching Out," Dwell, Vol. 7 No. 3, pp.  96–98, Feb. ۲۰۰۷.
- Gregory Mone, "Grow your second home," Popular Science, pp.  38–9, Nov. ۲۰۰۶.
- Carolyn Johnson, "MIT plants seeds of a new kind of house" , The Boston Globe, p.  C1, Sept. 25th, 2006.
- Tracy Staedter, “House and Garden - Architects design a living home," Technology Review, pp. m2-m9, VOL. 109/ NO.3, July/ August, 2006.
- Gail Hennessey, "Living in the Trees, " Scholastic News, Mar. 9, 2006.
- Linda Stern, "Beware of Squirrels," Newsweek , p. E2, May 28, 2007.
- Mitchell Joachim, Javier Arbona, and Lara Greden. "Fab Tree Hab," 306090 08: Autonomous Urbanism, Monson & Duval, ed. , Princeton Architectural Press, 2005.
- Richard Reames, Arborsculpture- Solutions for a Small Planet, Arborsmith Studios, 2005 ISBN 0-9647280-8-7.
- David J. Brown, Ed. , The HOME House Project: The Future of Affordable Housing, MIT Press, 2004.
- Mitchell Joachim, J. Arbona, L. Greden, "Fab Tree Hab," Thresholds Journal #26 DENATURED, MIT, 2003.